# Handwritten
 A Handwritten Shawn Mendes debütáló stúdiólemeze.

## Számlista
| Handwritten | Handwritten                 | Handwritten                                             | Handwritten                    | Handwritten | Handwritten | Handwritten | Handwritten | Handwritten | Handwritten |
| #           | Cím                         | Szerző(k)                                               | Producer(s)                    | Hossz       |             |             |             |             |             |
| ----------- | --------------------------- | ------------------------------------------------------- | ------------------------------ | ----------- | ----------- | ----------- | ----------- | ----------- | ----------- |
| 1.          | Life of the Party           | Ido Zmishlany Scott Harris                              | Zmishlany                      | 3:35        |             |             |             |             |             |
| 2.          | Stitches                    | Daniel Parker Teddy Geiger Daniel "Daylight" Kyriakides | Daylight Geiger Parker         | 3:27        |             |             |             |             |             |
| 3.          | Never Be Alone              | Shawn Mendes Scott Harris Martin Terefe Glen Scott      | Terefe                         | 3:36        |             |             |             |             |             |
| 4.          | Kid in Love                 | Mendes Zmishlany Harris                                 | Zmishlany Terefe               | 3:46        |             |             |             |             |             |
| 5.          | I Don't Even Know Your Name | Mendes Harris Terefe Geoffrey Warburton                 | Terefe                         | 3:00        |             |             |             |             |             |
| 6.          | Something Big               | Mendes Zmishlany Harris                                 | Zmishlany                      | 2:41        |             |             |             |             |             |
| 7.          | Strings                     | Mendes Harris Emily Warren                              | Louis Biancaniello Sam Watters | 3:11        |             |             |             |             |             |
| 8.          | Aftertaste                  | Mendes Harris Warren                                    | Biancaniello Watters           | 2:50        |             |             |             |             |             |
| 9.          | Air (featuring Astrid S)    | Mendes Harris Warren                                    | Craven J Harris                | 3:14        |             |             |             |             |             |
| 10.         | Crazy                       | Mendes Warburton Terefe                                 | Mendes Warburton               | 3:12        |             |             |             |             |             |
| 11.         | A Little Too Much           | Mendes                                                  | Zmishlany                      | 3:07        |             |             |             |             |             |
| 12.         | This Is What It Takes       | Mendes Warburton Terefe Zmishlany Harris                | Terefe                         | 3:50        |             |             |             |             |             |
| 39:29       |                             |                                                         |                                |             |             |             |             |             |             |

## Fordítás
Ez a szócikk részben vagy egészben  a   Handwritten (Shawn Mendes album) című angol Wikipédia-szócikk ezen változatának fordításán alapul.  Az eredeti cikk szerkesztőit annak laptörténete sorolja fel. Ez a jelzés csupán a megfogalmazás eredetét és a szerzői jogokat jelzi, nem szolgál a cikkben szereplő információk forrásmegjelöléseként.